# Sommerschafweide in den Spitzäckern
Das Gebiet Sommerschafweide in den Spitzäckern ist ein vom Landratsamt Münsingen am 31. Mai 1955 durch Verordnung ausgewiesenes Landschaftsschutzgebiet auf dem Gebiet der Stadt Trochtelfingen.

## Lage
Das nur etwa 1,9 Hektar große Landschaftsschutzgebiet liegt etwa 1,5 Kilometer südöstlich des Ortsteils Wilsingen östlich des Steinbruchs unmittelbar an der Gemeindegrenze zu Pfronstetten. Es gehört zum Naturraum Mittlere Flächenalb.
Geologisch stehen hauptsächlich die Unteren Massenkalke des Oberjuras an.

## Landschaftscharakter
Aus den teils stattlichen, alten Weidbuchen hat sich im Laufe der Zeit ein geschlossenes Buchenwäldchen entwickelt. im Westen wurden zudem einige Fichten gepflanzt.